# Ignác Šustala
Ignác Šustala (německy Ignaz Schustala; 7. prosince 1822 Kopřivnice – 29. ledna 1891 Vídeň) byl český podnikatel, zakladatel Kopřivnické vozovky, pozdější automobilky Tatra.

## Rodina
Ignácovým otcem byl dědičný fojt Ignác Šustala starší (1788–1833) (v tehdy běžné úřední němčině veden jako Ignaz Schustala) a matkou Apollonia, rozená Drozdová (1792–1828).
Ignác Šustala mladší se narodil 7. prosince 1822 jako druhorozený syn, starším bratrem mu byl Jan Šustala (1817–1879). Poté, co jejich matka Apollonia zemřela, se otec znovu oženil a macechou se jim stala Tekla Magdalena, rozená Michel (1798–1896), s níž otec povil dceru Ludmilu Teklu Schustala (1830–1896, provdanou Kahánkovou). Fojtství však v souladu s tehdejšími zákony zdědil starší bratr Jan.
Ignác sám se oženil s Johannou Eliškou Feixovou (1824–1905). Z manželství vzešlo devět dětí (Poznámka: Pro účely Wikipedie převedeno do české transkripce.):
- Anna Šustalová (1851), zemřela čtyři týdny po narození
- Františka Šustalová (1852–1919), provdaná Hückelová
- Jan Šustala (1854–1899)
- Adolf Ignác Šustala (1855), zemřel tři měsíce po narození
- Adolf Šustala (1856–1921) – po Ignácově smrti převzal vedení podniku a dovedl ho k dalšímu rozvoji
- Josef Ignác Šustala (1858–1940)
- Marie Šustala (1859–1942), provdaná Krenková
- Ignác Augustin Šustala (1862–1914)
- Johanna Eliška Šustalová (1866–1907), provdaná Rašková

## Dětství a dospívání
Základní vzdělání nabyl Ignác v kopřivnické obecné škole. Na závěr školního vzdělání (1834/35) se učil i němčinu v hlavní škole v Novém Jičíně. Dne 23. května 1836 nastoupil jako učedník řemesla sedlářského u mistra Jana Kudlíka v Koloredově u Místku (dnes součást Frýdku-Místku. Při tom si osvojil i práce kolářské a lakýrnické. Svoji pozornost zaměřil zejména na kočáry, zaujaly ho zejména ty, které projížděly po Císařské silnici vedoucí přes Místek.
V roce 1841 se stal Šustala tovaryšem. Pro získání zkušeností se vydal na zkušenou (vandr). První rok pracoval u sedlářského mistra Josefa Svitáka v Hukvaldech. V roce 1842 přešel do Holešova za řemenářským mistrem Jakubem Pekárkem (od 15. července 1842 do 4. května 1843). Po zkušenostech u mistra Pekárka se přesunul do Vídně, která byla vyhlášeným centrem výroby kočárů a kde Ignác strávil 7 let svého života: zprvu pracoval ve firmě Waniek, následně byl zaměstnán u firmy Friedrich Kindler a nakonec se vypracoval až k c. k. dvornímu dodavateli kočárů, sedláři Philipu Kollerovi. Právě u Kollera nabyl potřebných znalostí k výrobě kočárů a přichází na první myšlenky samostatného podnikání. Ignác Šustala tak u sedláře Kollera rozvázal pracovní poměr a vrátil se zpět do Kopřivnice s cílem založit si vlastní dílnu.

## Podnikání
Po návratu domů požádal nemajetný Ignác svého bratra Jana o pomoc. Jan mu v rámci svého fojtství přidělil jednu hospodářskou budovu (stodolu), ve které Ignác vybudoval dílnu o rozměrech 6×7 m s předsíní o rozměrech 3×3,7 m. V roce 1850 v ní se dvěma pomocníky postavil první kočár. Následovala obrovská poptávka po kočárech, následkem čehož se v samotné dílně brzy prováděly pouze některé montážní a dokončovací práce, zatímco převážná část dílčích prací se odehrávala na dvoře fojtství a do výroby byli manufakturním způsobem zapojeni i další kopřivničtí řemeslníci: železné součásti vyráběl kovář Bortel z čp. 6, dřevěné korby na kočáry pak vytvářel kolář Kuchař v dílně čp. 206. Šustalovy lehké vozíky vyhovovaly zejména potřebám venkova, a byly proto velmi žádané., Šustala proto brzy svou činnost rozšířil, v letech 1850 – 1852 se krom výroby kočárů věnuje i výrobě bryček a koňských povozů. Během tří let zaměstnávala jeho dílna již osm tovaryšů a několik učňů.
Díky Šustalovým skvělým organizačním schopnostem a přísné kázni se podniku dařilo neustále zvyšovat výrobu, která již ale volala po finanční injekci do výrobních prostor a technologií. Roku 1853 se tak spojil s továrníkem Adolfem Raškou (Raschkou) (1825–1878), spolumajitelem rodinné firmy na keramiku, a zrodila se společnost Ignatz Schustala & Comp. Vzrůstající odběr nejen v monarchii (zejména po enormním rozšíření „vnitrozemského“ trhu vznikem Rakousko-Uherska v roce 1867), nýbrž i export do Ruska, Pruska a do zámoří postupně vedl k založení odbytového skladu v Haliči a filiálek nebo pobočných závodů v Ratiboři, Wrocławi, Vídni, Praze, Berlíně, Černovicích a v Kyjevě. Šustala sám byl nejen zdatný obchodník a organizátor, ale byl velmi nadaný i po technické stránce. Ve své firmě uplatnil řadu vlastních patentů a zlepšení. V roce 1870 dokázal se 150 kvalifikovanými dělníky různých profesí vyrobit 1200 kočárů. Sortiment rozšířil i o různé užitkové vozy. Největší úspěchy slavily speciální poštovní vozy.
Po smrti Adolfa Rašky však začal mít podnik finanční potíže. Proto byla uvítána objednávka vagonů pro roku 1881 otevřenou lokální dráhu Studénka–Štramberk. Přes nedostatek zkušeností v tomto oboru bylo rozhodnuto převést část kapacity podniku na stavbu železničních vagonů, včetně zřízení vlastní tovární vlečky. Jako technického poradce se podařilo získat Hugo Fischera z Röslerstammu, který byl přebírajícím inženýrem v roce 1841 otevřené Severní dráhy císaře Ferdinanda. Fischer se stal roku 1890 po přeměně podniku v akciovou společnost Kopřivnická vozovka ředitelem vagónky a prokuristou.
Zakladatel podniku Ignác Šustala zemřel v roce 1891. Další rozmach svého podniku pod vedením svého syna Adolfa už nezažil.